# Gasteracantha curvispina
Espèce
Synonymes
- Epeira curvispina Guérin, 1837
- Gasteracantha walckenaeri Lucas, 1858
- Gasteracantha vaccula Thorell, 1859
- Gasteracantha retracta Butler, 1873
- Gasteracantha dahomensis Karsch, 1884

Gasteracantha curvispina est une espèce d'araignées aranéomorphes de la famille des Araneidae.

## Distribution
Cette espèce se rencontre en Afrique occidentale et en Afrique centrale.
Elle a été observée en Guinée-Bissau, en Sierra Leone, au Liberia, au Ghana, au Togo, au Bénin, au Nigeria, au Cameroun, au Gabon, sur l'île de Bioko, dans les îles de Sao Tomé-et-Principe et au Congo-Brazzaville.

## Description

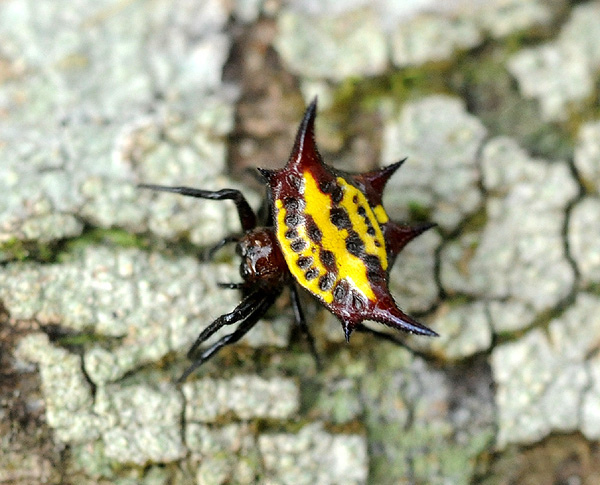
Gasteracantha curvispina ♀ de République centrafricaine

La femelle mesure environ 9 mm de long pour environ 11 mm au plus large de l'abdomen.
Elle possède un abdomen de forme ovale, plus large dans la direction transverse, qui présente la particularité d'être armé de six épines sur la ligne latérale de sa partie supérieure,. Les deux plus petites sont placées à l'extrémité latérale du côté antérieur et sont courbées en arrière. Les quatre autres sont plus longues et plus grosses, dirigées en arrière et courbées. Les deux épines postérieures sont plus fortes et plus courtes. Les épines sont recouvertes de poils allongés brun foncé.
Le dos de l'abdomen présente vingt-trois gros points calleux enfoncés. Dix de ces points bordent le côté antérieur,, quatre d'entre eux forment un carré au centre du dos de l'abdomen,. La figure donnée par Félix Édouard Guérin-Méneville et la description réalisée par Charles Athanase Walckenaer indiquent, de manière erronée, que le dos de l'abdomen comporte dix-huit points calleux répartis en trois rangées transversales. Cette description induira en partie en erreur Pierre Hippolyte Lucas qui comptera un nombre plus important de points calleux chez Gasteracantha curvispina, répartis en cinq rangées, et qui nommera ainsi une nouvelle espèce synonyme Gasteracantha walckenaeri. La description de Friedrich Dahl présente vingt-cinq points calleux répartis en quatre rangées transversales.
Les pattes sont courtes. Le corselet et les mandibules sont larges. L'abdomen, le corselet, les pattes et les épines sont rouge brun à châtain foncé. Le dos de l'abdomen présente des bandes jaunes plus ou moins marquées définissant une forme aposématique (lorsque la coloration jaune est très visible) et une forme cryptique (lorsque la coloration jaune est peu visible).
Il existe un fort dimorphisme sexuel chez Gasteracantha curvispina, le mâle est beaucoup plus petit que la femelle avec une longueur de l'ordre de 2 mm. Son céphalothorax est très ridé, de couleur châtaignier avec quelques long poils blancs.

## Systématique et taxinomie
Cette espèce a été décrite sous le protonyme Epeira curvispina par Guérin en 1837.

## Publication originale
- Guérin-Méneville, 1837 : Iconographie du règne animal de Cuvier, ou représentation d'après nature de l'une des espèces les plus remarquables et souvent non encore figurées de chaque genre d'animaux. Paris, vol. 3, p. 5-9 (texte intégral) (planche).